# Padstow
Padstow (korn. Lannwedhenek) – miasto w Wielkiej Brytanii, w Anglii w Kornwalii, położone u ujścia rzeki Camel, w odległości 20 km od Newquay.  Niewielki port rybacki, towarowy i pasażerski, miejscowość turystyczna o znaczeniu ponadregionalnym. W mieście rozpoczyna się szlak turystyczny Camel Trail i Saints' Way. Około 5 kilometrów na zachód od miasta znajduje się zabytkowa latarnia morska Trevose Head położona na półwyspie Trevose Head.

## Wydarzenia
- Festiwal celtycki  ''Obby 'Oss – odbywa się w ostatni dzień kwietnia.
- Mummies Darkie Day – w drugi dzień świąt Bożego Narodzenia przez miasto przechodzi barwny korowód w maskach, śpiewający tradycyjne pieśni kornwalijskie.